# Jean Hatzfeld
Jean Hatzfeld (ur. 14 września 1949 na Madagaskarze) – francuski reporter, korespondent wojenny, pisarz. 
Wieloletni korespondent „Libération”. Opisywał upadek komunizmu w Europie Środkowej. 
Za jedną z książek reportażowych, Strategię antylop otrzymał w 2007 r. Prix Medicis a w 2010 r. – Nagrodę im. Ryszarda Kapuścińskiego (przyznaną po raz pierwszy w Warszawie). 

## Książki

### Przetłumaczone na język polski
- Nagość życia: Opowieści z bagien Rwandy, przeł. Jacek Giszczak, Wydawnictwo Czarne 2011 (Dans le nu de la vie. Récits des marais rwandais, 2000)
- Sezon maczet, przeł. Jacek Giszczak, Wydawnictwo Czarne 2012 (Une saison de machettes, 2003)
- Strategia antylop, przeł. Jacek Giszczak, Wydawnictwo Czarne 2009 (La stratégie des antilopes, 2007)
- Ostatni wyścig, Wydawnictwo Czarne 2013 (Où en est la nuit, 2011)
- Englebert z rwandyjskich wzgórz, przeł. Jacek Giszczak, Wydawnictwo Czarne 2015 (Englebert des collines, 2014)

### W oryginale
- L'Air de la guerre (1994)
- La guerre au bord du fleuve (1999)
- Robert Mitchum ne revient pas (2013)
- Un papa de sang (2015)

## Nagrody i wyróżnienia
- 2000 – Prix France Culture i Prix Pierre-Mille
- 2003 – Prix Femina essai
- 2004 – Prix Joseph Kessel za Sezon maczet
- 2006 – Freedom of Expression Award
- 2007 – Prix Médicis za Strategię antylop
- 2010 – Nagroda im. Ryszarda Kapuścińskiego za Strategię antylop[1]